# Marchand d'amour
Pour plus de détails, voir Fiche technique et Distribution.
Marchand d'amour est un film français réalisé par Edmond T. Gréville, sorti en 1935.

## Synopsis
Stephen est un réalisateur renommé qui mène une existence fastueuse, dépensant sans compter et collectionnant les conquêtes féminines. Toutefois, il est lassé et rêve de créer une œuvre magistrale, sans être entravé par des commanditaires exigeants qui veulent toujours des baisers et des chansons dans ses films.
Un jour, il rencontre une jeune fille attirante dont il tombe amoureux. Ensemble, ils travaillent pour dominer Hollywood.

## Fiche technique
- Titre français : Marchand d'amour
- Réalisation : Edmond T. Gréville
- Scénario : Edmond T. Gréville
- Dialogues : Henri Jeanson
- Photographie : Gustave Oswald
- Musique : Jacques Dallin
- Décors : Pierre Schild
- Montage : Jean Feyte
- Société de distribution : Pathé Consortium Cinéma
- Pays d'origine :  France
- Format : Noir et blanc - Son mono - 1,37:1
- Genre : Comédie sentimentale
- Durée : 80 min
- Date de sortie : 
  - France :	26 juin 1935

## Distribution
- Jean Galland : Jack Stephen
- Françoise Rosay : Clara
- Rosine Deréan : Lily Love
- Félix Oudart : le producteur
- Robert Arnoux : Léo
- Jacqueline Daix : la vedette
- Paul Ollivier : le commanditaire
- Maurice Maillot : le jeune premier
- Raymond Blot
- Georges Bever
- Jean Garat
- Nane Germon
- Enrico Glori
- Fred Marche
- Viviane Romance